# Xã Fletcher, Quận Lonoke, Arkansas
Xã Fletcher (tiếng Anh: Fletcher Township) là một xã thuộc quận Lonoke, tiểu bang Arkansas, Hoa Kỳ. Năm 2010, dân số của xã này là 200 người.